# Лысаков, Вячеслав Иванович
Вячесла́в Ива́нович Лысако́в (род. 10 ноября 1953, Подольский район, Московская область, РСФСР, СССР) — российский общественный и политический деятель. Депутат Государственной думы ФС РФ VI и VII созывов от партии «Единая Россия» (с 2011 года). Создатель и руководитель межрегиональной общественной организации автомобилистов «Свобода выбора» (2006), активист Общероссийского народного фронта (с 2011 года).

## Биография
Родился 10 ноября 1953 года в Подольском районе Московской области.
Окончил вечернюю школу, а также ПТУ по специальности «Огранщик алмазов в бриллианты 4 разряда», после чего работал на московском ювелирном заводе «Кристалл», парикмахером, сотрудником отдела писем журнала «Человек и закон», массажистом сборной СССР по лёгкой атлетике и команды «Динамо».
Затем поступил в медицинское училище при Московском НИИ им. Склифосовского и одновременно в Московский областной государственный институт физической культуры. Во время учёбы работал фельдшером выездной реанимационной бригады «Скорой помощи».
Окончив институт в 1981 году, возглавил учебно-спортивный отдел в ВДСО «Трудовые резервы». В 1984 году уехал на заработки на Камчатку, где работал матросом на рыболовецких судах.
Через три года по возвращении в Москву познакомился с целительницей Джуной Давиташвили, стал её учеником, работал в её кооперативе «Джуна», позднее — массажистом и биоэнерготерапевтом в хозрасчётном государственном (унитарном) медицинском центре.
В 1990-е годы работал автомехаником.
В 2000-е годы занялся общественно-политической деятельностью (см. ниже).
В 2009—2010 — автор и ведущий радиопрограммы «Дураки и дороги» на радио Сити-FM.
В 2009—2011 гг. — заместитель генерального директора по инновациям Московского института материаловедения и эффективных технологий.
В 2015 году окончил Российскую академию народного хозяйства и государственной службы при президенте РФ по направлению «юриспруденция».

## Общественно-политическая деятельность
В 2005 году Лысаков организовал инициативную группу по проведению первой общероссийской протестной акции в защиту владельцев праворульных автомобилей, прошедшую в 48 регионах России. В 2006 году учредил и возглавил Межрегиональную общественную организацию автомобилистов «Свобода выбора», которая проводила всероссийские акции (против повышения транспортного налога, использования спецсигналов), представляла интересы автомобилистов в судах, инициировала поправки в российское законодательство.
Харизматичный лидер общественного движения привлёк внимание СМИ. Как отмечала в 2012 году журналист О. Филина, в 2006 году журнал «Огонёк» назвал Вячеслава Лысакова «Героем года».
В качестве руководителя «Свободы выбора» Лысаков участвовал в мероприятиях оппозиционной коалиции «Другая Россия» и партии «Союз правых сил».
В 2007 году Лысакова пригласили в экспертный совет при комитете Госдумы РФ по транспорту. Именно к этому времени, по данным О. Филиной, относится знакомство Лысакова с Владимиром Плигиным — членом парламентской фракции «Единая Россия», председателем Комитета Государственной Думы по конституционному законодательству и государственному строительству. Работа в Госдуме очень быстро привела к тому, что Лысаков перестал сотрудничать с несистемной оппозицией и отошёл от активной деятельности в «Свободе выбора».
В мае 2011 года при создании по предложению председателя правительства России Владимира Путина общественного движения Общероссийский народный фронт (ОНФ) Лысаков вошёл в его Федеральный координационный совет, с 2012 года стал руководителем аппарата ОНФ.
В декабре 2011 года по квоте ОНФ в партийных списках партии «Единая Россия» избран депутатом Государственной думы РФ VI созыва, в которой занял должность первого заместителя председателя комитета по конституционному законодательству и государственному строительству.
С 2012 по 2013 год являлся исполнительным директором ОНФ. В июне 2013 года на учредительном съезде ОНФ избран руководителем его центральной ревизионной комиссии. В 2015 году был избран сопредседателем Московского штаба ОНФ.
В 2016 году, являясь лидером партии «Автомобильная Россия», на предварительном голосовании Единой России был избран кандидатом в депутаты Государственной думы 7-го созыва по Кунцевскому одномандатному округу № 197 Москвы
18 сентября 2016 года был избран депутатом Государственной думы РФ VII созыва, в которой занял должность первого заместителя председателя комитета ГД по государственному строительству и законодательству. 13 октября 2020 Госдума на пленарном заседании приняла постановление об освобождении Вячеслава Лысакова от должности первого зампредседателя думского комитета. Снятие Лысакова было инициировано фракцией «Единая Россия», так как, по словам лидера фракции Сергея Неверова, «должность первого заместителя одного из ключевых комитетов Думы не позволяет столь неуместных и некорректных высказываний, которые допускает Лысаков». Сам депутат назвал это решение «ожидаемым».
В октябре 2020 года Вячеслав Лысаков сообщил, что планирует участвовать в 2021 году в избирательной кампании в Государственную думу VIII созыва и ведёт переговоры с рядом партий о своём выдвижении.

## Законотворческая деятельность
За период с 2011 по 2020 год как депутат Государственной Думы VI и VII созывов выступал с многочисленными законодательными инициативами и поправками к федеральным законам (всего более 60 объектов законотворчества).
Является автором инициативы о введении в законодательство понятия «возможная суммарная погрешность измерений» при определении состояния опьянения водителя (до 0,16 мг этанола на литр выдыхаемого воздуха или 0,32 промилле), изменил безальтернативное административное наказание в виде лишения водительского удостоверения за выезд на встречную полосу движения на штраф в 5 тыс.руб. при первом нарушении, автор законопроекта об уголовной ответственности за кражу номерных знаков. Ввёл минимальный (20 км/час) ненаказуемый предел превышения разрешённой скорости движения. Выступил автором законопроекта о 50 % скидке при досрочной уплате штрафа (с 01.01.2016) и поправке о досрочном возврате водительского удостоверения.

## Участие в деятельности партий
В 2012 году участвовал в создании «Российской партии автомобилистов» (РОСПА), учредительный съезд которой прошёл 26 мая. 24 сентября партия была официально зарегистрирована Минюстом, но уже осенью 2013 года партия самораспустилась.
14 марта 2013 года на учредительном съезде Всероссийской политической партии «Автомобильная Россия» был избран её беспартийным лидером. 5 июня того же года партия была зарегистрирована., 13 июля 2017 года была ликвидирована.

## Награды
- Благодарность Президента РФ «За активное участие в избирательной кампании по выборам Президента Российской Федерации» — 2012 год.
- Наградное оружие: 9-мм пистолет Ярыгина — 2013 год.
- Медаль МВД РФ «За боевое содружество» — 2013 год.
- Почётная грамота Государственной Думы «За особый вклад в развитие законодательства и парламентаризма в РФ, укрепление демократии и конституционного строя в РФ, обеспечение прав и свобод граждан РФ» с вручением почётного знака Государственной Думы «За заслуги в развитии парламентаризма» — 2014 год.
- Медаль ордена «За заслуги перед Отечеством» II степени (30 апреля 2014 года) — за достигнутые трудовые успехи, значительный вклад в социально-экономическое развитие Российской Федерации, заслуги в гуманитарной сфере, укреплении законности и правопорядка, многолетнюю добросовестную работу, активную законотворческую и общественную деятельность[22]
- Памятный знак «МПА СНГ. 25 лет» (13 октября 2017 года) — за содействие в деятельности Межпарламентской Ассамблеи и её органов[23]